# Droga za silovanje
Pod nazivom droge za silovanje se najčešće podrazumijevaju psihoaktivna sredstva koja mogu izazvati sedaciju (smirivanje) uz hipnotički učinak (pospanost). Dodatno svojstvo tih sredstava je da izazivaju gubitak pamćenja (amneziju) za period koji je slijedio nakon konzumacije. Vrlo je širok krug sredstava koji mogu imati ovaj efekt, sedativi iz grupe benzodijazepina, drugi hipnotici te kombinacija alkohola s lijekovima sa sedativnim učinkom.
U širem smislu i psihostimulativna sredstva kao što su kokain, amfetamini te ekstazi pokazali su se kao sredstva koja slabe prosudbu te izlaganje rizicima, odnosno upuštanje u odnose seksualne naravi u kojima konzument nije u stanju upravljati svojim ponašanjem. Također i sama veća količina alkohola može dovesti do popuštanja kočnica odnosno smanjenja otpora.
Ako su u igri psihoaktivna sredstva, sama žrtva ne zna što se zapravo dogodilo, te je li je došlo do nečega što nije željela. 
Psihoaktivna sredstva mogu izazvati djelomične gubitke u sjećanju. Osobito se potenciraju opasne nuspojave ako ih se kombinira s alkoholom, jer osim pojačane pospanosti, može doći i do poremećaja disanja te ostalih vitalnih funkcija, pa i do smrti zbog predoziranja. 

## Najčešće droge koje se rabe za silovanje
Kolokvijalno i u užem smislu, drogama za silovanje se najčešće navode:
- Alkohol - u najvećem postotku osoba koje su došle na hitnu pomoć pod sumnjom da su udrogirane u svrhu silovanja, u tijelu je pronađen samo alkohol. Moguće komplikacije koje bi upućivale na ovo sredstvo mogu biti: nemogućnost prisjećanja jednog vremenskog perioda (obično nekoliko sati), sniženi krvni tlak, pospanost, opuštenost mišića ili gubitak nadzora nad mišićima, osjećaj opijenosti, mučnina, poteškoće u govoru, poteškoće u kretanju, gubitak svijesti, konfuzno stanje, želučane smetnje.
- Flunitrazepam - benzodijazepin i hipnotik koji se primjenjuje kao lijek za nesanicu u nekim zemljama. Moguće komplikacije koje bi upućivale na ovo sredstvo mogu biti: nemogućnost prisjećanja jednog vremenskog perioda (obično nekoliko sati), sniženi krvni tlak, pospanost, opuštenost mišića ili gubitak nadzora nad mišićima, osjećaj opijenosti, mučnina, poteškoće u govoru, poteškoće u kretanju, gubitak svijesti, konfuzno stanje, želučane smetnje. Ovi efekti su izraženiji nego kod običnog pijanstva, jer su najćešće u kombinaciji s pijanstvom, koje također djeluje na GABA receptore te se time međusobno pojaćava efekt.
- Gamahidroksibutrička kiselina (GHB) - povijesno je promoviran kao sredstvo za porast mišićne mase, no taj efekt nije dokazan. Intoksikacija može dovesti do opuštenosti, mučnine, vrtoglavice, smetnji vida, gubitka pamćenja, epileptičkih napada, poteškoća u disanju, tresavice, preznojavanja, povraćanja, usporenog rada srca, stanja sličnog sna, do kome, pa i moguće smrti. Ovo sredstvo je izrazito jako, tako da u kombinaciji s alkoholom može biti dovoljno i nekoliko kapi u piću da se javi pospanost uz gubitke pamćenja. Ova tekućina je bez boje i mirisa, no može se ponekad prepoznati po slankastom okusu.
- Ketamin - disocijativni generalni anestetik koji se primjenjuje uglavnom u veterinarstvu za uspavljivanje životinja kod kirurških zahvata. Kod ljudi može izazvati ove efekte: halucinacije, gubitak osjećaja za vrijeme i gubitak identiteta, poremećenost percepcija vida i sluha, osjećaj gubitka samokontrole, otežanost motoričkih funkcije, poteškoće s disanjem, epileptički napadaji, povraćanje, osjećaj kao da se ne nalazi u vlastitom tijelu, poteškoće pamćenja, stanje slično, gubitak koordinacije, agresivno i napadno ponašanje, usporen govor.

## Žrtve droga za silovanje
Žrtve koje su konzumirale sredstvo se zakonski ne progoni. Potrebno je što prije otići u zdravstvenu ustanovu, gdje se može obaviti testiranje na ove droge. Iako u početku žrtva nije svjesna što se dogodilo, jer joj se sve može činiti kao noćna mora, potrebno je utvrditi činjenice. Iako postoje ovisne osobe koje konzumiraju ova sredstva, nenaviknuta osoba češće proživi veći broj nuspojava. U situacijama zabave, okruženja prijateljima i nepoznatim osobama, kad žrtvi pozli, zlostavljač može postupiti tako da joj pokuša pomoći tako da je izvede na svjež zrak i tada provede svoj naum – zloupotrijebi osobu koja nije u stanju upravljati vlastitim postupcima, što je kazneno djelo
Radi izbjegavanja rizika od podmetnutih klupskih droga, ako se ide na zabave (party, [klubovi i druga mjesta masovnog okupljanja) dobro je uza sebe imati prijatelja koji ne pije. Također, u slučaju da osobi pozli iz nepoznatog razloga ili od pića važno je pomoć odmah zatražiti od nekog u koga imamo povjerenje. Pića koja imaju čudan okus (GHB je ponekad slankastog okusa) kao i ona koja netko nudi u otvorenim posudama treba izbjegavati.  Osjećaj da ste opijeni više nego što bi to jedno–dva pića trebala učiniti, može biti znak koji upućuje da se radi o još nečemu. Zbrojeni učinci više sredstava istovremeno je ono što može dovesti do fatalnog rezultata, stoga je potreban oprez i stručna pomoć u slučaju teže intoksikacije. 

### Postupak
1. Nađite sigurno mjesto.
2. Potražite odmah pomoć.
3. Zamolite prijatelja kome možete vjerovati da ostane uz vas i pomogne vam.
4. Pozovite policiju, odmah zatražite medicinsku pomoć.
5. U bolnici zamolite da uzmu uzorak urina što je moguće prije kako bi se moglo utvrditi o kojem se sredstvu radilo (pojedina sredstva mogu se detektirati 12 do najviše 72 sata).
6. Ako sumnjate da je počinjen seksualni napad, sačuvajte sve fizičke dokaze toga.
7. Nemojte se tuširati, jesti, piti, prati ruke, prati zube prije liječničkog pregleda.
8. Sačuvajte odjeću koju ste u to vrijeme nosili.
9. Mjesto mogućeg zločina koliko je moguće ostavite nedirnutim. Sačuvajte sve materijale u kojima je droga mogla biti dana, primjerice čaše koje su sadržavale vaše piće.

Žrtvi napada, ako joj je svijest bila pomućena, često sve izgleda kao noćna mora. Može je naknadno preplaviti osjećaj krivnje, nemoći. No bez obzira na to što ste svojevoljno uzeli, primjerice piće ili dva, ne opravdava napadača. Mogu se javljati flash back iskustva koja su u biti elementi posttraumatske reakcije na stresni događaj, što može zahtijevati i dugotrajnu psihoterapijsku pomoć.
|  | Molimo pročitajte upozorenje o korištenju medicinskih informacija. Ne provodite liječenje bez savjetovanja s liječnikom! |